# 모테기 리키야
모테기 리키야(일본어: 茂木 力也, 1996년 9월 27일 ~ )는 일본의 축구 선수이다. 현재 J2리그의 오미야 아르디자에서 뛰고 있다.

## 구단 경력
그는 2015년부터 J리그의 우라와 레즈, 에히메 FC, 몬테디오 야마가타, RB 오미야 아르디자에서 뛰었다.

## 국가대표팀 경력
그는 2013년 FIFA U-17 월드컵에 참가할 일본 U-17 국가대표팀에 발탁되었으며, 3경기에 출전했다.